# Haminakari (ö i Södra Savolax)
Haminakari är en ö i Finland. Den ligger i Bottenhavet och i kommunen Euraåminne (tidigare Luvia) i landskapet Satakunta, i den sydvästra delen av landet. Ön ligger omkring 22 kilometer sydväst om Björneborg och omkring 230 kilometer nordväst om Helsingfors.
Öns area är 1 hektar och dess största längd är 150 meter i sydöst-nordvästlig riktning.